# Worbla
Il Worbla è una marca di polimeri termoplastici, ovvero malleabili al calore.

## Caratteristiche
Il Worbla si presenta di solito in fogli ruvidi che possono essere modellati solo se scaldati con una pistola termica a una temperatura di almeno 90 gradi centigradi. Viene quindi posto su altre basi solide o modellato a mano tramite l'utilizzo di guanti per evitare scottature. L'adesivo integrato in alcune particolari qualità di Worbla consente di far aderire fra loro più strati con facilità: questo può essere fatto sia per migliorare la resistenza degli oggetti sia per aggiungere dettagli in bassorilievo. Una tecnica comune per creare oggetti indossabili in Worbla, come ad esempio le armature, è quella di distendere tale materiale su un sottile foglio di EVA, creando così un carapace leggero e flessibile. Il materiale può essere tagliato con forbici, coltelli o laser. Tale materiale può essere tagliato, intagliato o levigato con utensili manuali utilizzati nella lavorazione del legno. Può inoltre essere lisciato stendendo su di essi un fondo per la verniciatura. I ritagli di fogli di Worbla possono essere manipolati anche dopo essere stati lavorati.
Grazie alla sua versatilità e alla sua robustezza, il Worbla  è stato adottato nella creazione di componenti scenografiche di film e serie televisive ed è divenuto particolarmente popolare fra i cosiddetti cosplayer, che lo utilizzano per la creazione di costumi.